# Euxoa parnassiphila
Euxoa parnassiphila là một loài bướm đêm trong họ Noctuidae.